# Odean Pope
Odean Pope (* 24. října 1938, Ninety Six) je americký jazzový saxofonista. V šedesátých letech krátce vystupoval s varhaníkem Jimmym McGriffem a později spolupracoval s bubeníkem Maxem Roachem (s Roachem spolupracoval znovu od konce sedmdesátých let). Své první album jako leader nazvané Out for a Walk vydal až v roce 1980. Během své kariéry spolupracoval s mnoha hudebníky, mezi které patří například Gerald Veasley, Dave Burrell, Bobby Zankel a v sedmdesátých letech byl členem skupiny Catalyst.